# 鶴岡陽太
鶴岡 陽太（つるおか ようた、1959年4月28日 - ）は、アニメーション音響監督。東京都出身。広島大学卒業。楽音舎代表。

## 来歴・人物
ウエスト・ケープ・コーポレーションに入社後、西崎義展の元で制作助手や音楽プロデューサーを務める。その後、アニメーションの音響制作に転じ、本田保則が代表を務めるアーツプロに入社して師事する。独立後は楽音舎を設立。しばらくして録音スタジオのスタジオごんぐを設立し、多くのアニメーション作品の音響監督を務めている。
サンライズ、ゴンゾおよび京都アニメーション、シャフトとの繋がりが深く、これらの社の制作する数多くの作品において音響監督を担当している。
『奥さまは魔法少女』に出演した清水愛によれば、「牙系」で、「きれいな犬歯がシュッと伸びている」とのこと。
近年は本職の音響監督の他に、企画や製作にも参加している。

## 主な参加作品

### テレビアニメ
1991年
- 横山光輝 三国志（録音監督）

1994年
- マクロス7（音響ディレクター）

1995年
- あずきちゃん

1996年
- 逮捕しちゃうぞ（音響ディレクター）

1998年
- serial experiments lain
- 聖ルミナス女学院
- DTエイトロン
- Bビーダマン爆外伝
- 魔術士オーフェン
- 夢で逢えたら

1999年
- 宇宙海賊ミトの大冒険
- COLORFUL
- THE ビッグオー
- ∀ガンダム
- 天使になるもんっ!
- Bビーダマン爆外伝V
- 火魅子伝
- 魔術士オーフェン Revenge

2000年
- 犬夜叉
- ヴァンドレッド
- ゲートキーパーズ
- サクラ大戦TV
- NieA_7
- ブギーポップは笑わない Boogiepop Phantom

2001年
- i-wish you were here-
- ヴァンドレッド the second stage
- 機動天使エンジェリックレイヤー
- Z.O.E Dolores, i
- 逮捕しちゃうぞ SECOND SEASON
- 地球防衛家族
- ちっちゃな雪使いシュガー
- ナジカ電撃作戦
- FF：U 〜ファイナルファンタジー:アンリミテッド〜
- HELLSING

2002年
- あずまんが大王
- OVERMANキングゲイナー
- キディ・グレイド
- GetBackers-奪還屋-
- 超重神グラヴィオン
- フルメタル・パニック!
- 炎の蜃気楼
- ラーゼフォン 

2003年
- カレイドスター
- キノの旅
- クロノクルセイド
- THE ビッグオー second season
- ストラトス・フォー
- D・N・ANGEL
- フルメタル・パニック? ふもっふ
- ぽぽたん
- LAST EXILE

2004年
- GIRLSブラボー first season
- 巌窟王
- ケロロ軍曹
- 絢爛舞踏祭 ザ・マーズ・デイブレイク
- SAMURAI 7
- 超重神グラヴィオンZwei
- 爆裂天使
- 忘却の旋律
- ローゼンメイデン

2005年
- AIR
- 奥さまは魔法少女
- GIRLSブラボー second season
- SHUFFLE!
- SPEED GRAPHER
- SoltyRei
- トランスフォーマー ギャラクシーフォース
- フルメタル・パニック! The Second Raid
- ぺとぺとさん
- 魔法先生ネギま!
- ローゼンメイデン トロイメント

2006年
- あさっての方向。
- Kanon（京都アニメーション制作）
- 涼宮ハルヒの憂鬱
- ちょこッとSister
- ネギま!?
- ローゼンメイデン オーベルテューレ

2007年
- アイドルマスター XENOGLOSSIA
- ef - a tale of memories.
- 風のスティグマ
- CLANNAD -クラナド-
- 神霊狩/GHOST HOUND
- スカルマン
- スケッチブック 〜full color's〜
- ドラゴノーツ -ザ・レゾナンス-
- ひとひら
- BLUE DROP 〜天使達の戯曲〜
- らき☆すた
- ロケットガール

2008年
- ef - a tale of melodies.
- 喰霊 -零-
- CLANNAD 〜AFTER STORY〜
- シゴフミ
- モノクローム・ファクター
- 夜桜四重奏 〜ヨザクラカルテット〜

2009年
- 犬夜叉 完結編
- けいおん!
- 咲-Saki-
- シャングリ・ラ
- 涼宮ハルヒの憂鬱（2009年版）
- 宇宙をかける少女
- 空を見上げる少女の瞳に映る世界
- 夏のあらし!
- 夏のあらし! 〜春夏冬中〜
- 化物語
- Phantom 〜Requiem for the Phantom〜

2010年
- あそびにいくヨ!
- 荒川アンダー ザ ブリッジ
- 荒川アンダー ザ ブリッジ×ブリッジ
- けいおん!!
- ダンス イン ザ ヴァンパイアバンド
- WORKING!!

2011年
- Aチャンネル
- 境界線上のホライゾン
- 日常
- ファイ・ブレイン 神のパズル
- フラクタル
- 魔法少女まどか☆マギカ

2012年
- アクセル・ワールド
- 境界線上のホライゾンII
- ゴクジョッ。〜極楽院女子高寮物語〜
- 咲-Saki- 阿知賀編 episode of side-A
- 中二病でも恋がしたい！
- 偽物語
- 猫物語（黒）
- 氷菓
- ファイ・ブレイン 神のパズル 第2シリーズ

2013年
- 境界の彼方
- ささみさん@がんばらない
- たまこまーけっと
- 断裁分離のクライムエッジ
- ファイ・ブレイン 神のパズル 第3シリーズ
- ファンタジスタドール
- Free!
- 〈物語〉シリーズ セカンドシーズン
- 勇者になれなかった俺はしぶしぶ就職を決意しました。（製作統括）

2014年
- 甘城ブリリアントパーク
- 繰繰れ! コックリさん
- クロスアンジュ 天使と竜の輪舞
- 咲-Saki- 全国編
- 中二病でも恋がしたい!戀
- 東京ESP（製作統括兼任）
- のうりん
- バディ・コンプレックス
- Free!-Eternal Summer-
- メカクシティアクターズ
- 花物語
- 憑物語

2015年
- 終わりのセラフ
- 終物語
- 長門有希ちゃんの消失
- 響け!ユーフォニアム
- 山田くんと7人の魔女
- WORKING!!!

2016年
- うどんの国の金色毛鞠
- 彼女と彼女の猫 -Everything Flows-
- 紅殻のパンドラ（製作兼任）
- 石膏ボーイズ
- ドリフターズ
- ビッグオーダー
- 響け!ユーフォニアム2（製作兼任）
- 無彩限のファントム・ワールド

2017年
- 18if
- 恋と嘘
- 小林さんちのメイドラゴン
- UQ HOLDER! 〜魔法先生ネギま!2〜

2018年
- 寄宿学校のジュリエット
- ヴァイオレット・エヴァーガーデン（製作兼任）
- ツルネ -風舞高校弓道部-
- Fate/EXTRA Last Encore
- Free!-Dive to the Future-
- フルメタル・パニック! Invisible Victory

2019年
- 続・終物語
- 手品先輩
- 真夜中のオカルト公務員

2020年
- マギアレコード 魔法少女まどか☆マギカ外伝 1st SEASON
- まえせつ!

2021年
- 小林さんちのメイドラゴンS
- さよなら私のクラマー
- スーパーカブ（音響監修）
- マギアレコード 魔法少女まどか☆マギカ外伝 2nd SEASON -覚醒前夜-

2024年
- 響け!ユーフォニアム3

2025年
- CITY THE ANIMATION

### OVA
1994年
- CLAMP IN WONDERLAND（音響ディレクター）

1995年
- ジャイアントロボ THE ANIMATION -地球が静止する日
  - 鉄腕GinRei EPISODE:23〜禁断の果実を奪還せよ極楽大作戦!! 
  - 青い瞳の銀鈴

- 新海底軍艦
- 秘境探検ファム&イーリー

1996年
- 同級生2

1997年
- VAMPIRE HUNTER The Animated Series

1998年
- A KITE
- 青の6号
- 真ゲッターロボ 世界最後の日
- POWER DoLLS Detachment of Limited Line Service プロジェクトα
- ミッドナイトパンサー
- 夢で逢えたら

1999年
- メルティランサー The Animation

2000年
- 機動戦士ガンダム 特別版

2001年
- Z.O.E 2167 IDOLO

2002年
- ゲートキーパーズ21
- 戦闘妖精雪風

2004年
- カレイドスター 新たなる翼 -EXTRA STAGE-
- 炎の蜃気楼〜みなぎわの反逆者〜

2005年
- いつだってMyサンタ!
- 戦闘妖精少女 たすけて! メイヴちゃん
- MUNTO 〜時の壁を越えて〜

2006年
- HELLSING

2007年
- ICE
- 爆裂天使 -INFINITY-
- やわらか三国志 突き刺せ!! 呂布子ちゃん

2008年
- よつのは
- 魔法先生ネギま! 〜白き翼 ALA ALBA〜
- らき☆すたOVA

2009年
- 魔法先生ネギま! 〜もうひとつの世界〜

2011年
- コイ☆セント
- ボトムズファインダー

2012年
- Aチャンネル+smile
- 流れ星レンズ
- まりもの花 〜最強武闘派小学生伝説〜

2014年
- 山田くんと7人の魔女

2016年
- クビキリサイクル 青色サヴァンと戯言遣い

### 劇場アニメ
1995年
- マクロス7 銀河がオレを呼んでいる!

1997年
- 音響生命体ノイズマン

1998年
- スプリガン

1999年
- 逮捕しちゃうぞ the MOVIE

2001年
- 犬夜叉 時代を越える想い

2002年
- 犬夜叉 鏡の中の夢幻城
- シックス・エンジェルズ
- ぼのぼの クモモの木のこと

2003年
- 犬夜叉 天下覇道の剣
- ラーゼフォン 多元変奏曲

2004年
- APPLESEED
- 犬夜叉 紅蓮の蓬莱島

2005年
- キノの旅 何かをするために -life goes on.-

2006年
- アタゴオルは猫の森
- ブレイブ ストーリー
- 超劇場版ケロロ軍曹

2007年
- EX MACHINA
- キディ・グレイド 劇場版
- 超劇場版ケロロ軍曹2 深海のプリンセスであります!
- ベクシル 2077日本鎖国（サウンドスーパーバイザー）

2008年
- 超劇場版ケロロ軍曹3 ケロロ対ケロロ天空大決戦であります!
- 東京オンリーピック
- バイオハザード ディジェネレーション

2009年
- 超劇場版ケロロ軍曹 撃侵ドラゴンウォリアーズであります!
- 天上人とアクト人最後の戦い
- 宮本武蔵 -双剣に馳せる夢-
- リング・オブ・ガンダム

2010年
- いばらの王 -King of Thorn- （音響監修）
- 超劇場版ケロロ軍曹 誕生!究極ケロロ 奇跡の時空島であります!!
- 涼宮ハルヒの消失
- ブレイク ブレイド

2011年
- 鬼神伝
- 映画けいおん!
- 劇場版 魔法先生ネギま! ANIME FINAL

2012年
- 劇場版 魔法少女まどか☆マギカ [前編] 始まりの物語
- 劇場版 魔法少女まどか☆マギカ [後編] 永遠の物語

2013年
- SHORT PEACE
- 小鳥遊六花・改 〜劇場版 中二病でも恋がしたい!〜
- 劇場版 魔法少女まどか☆マギカ [新編] 叛逆の物語

2014年
- たまこラブストーリー

2015年
- 映画 ハイ☆スピード!-Free! Starting Days-

2016年
- 傷物語〈I 鉄血篇〉
- 傷物語〈II 熱血篇〉
- 劇場版 響け!ユーフォニアム〜北宇治高校吹奏楽部へようこそ〜（製作兼任）
- 映画 聲の形

2017年
'
- 傷物語〈III 冷血篇〉
- 打ち上げ花火、下から見るか? 横から見るか?
- 劇場版 響け!ユーフォニアム〜届けたいメロディ〜（製作兼任）

2018年
- リズと青い鳥
- 映画 中二病でも恋がしたい! -Take On Me-

2019年
- 劇場版 響け!ユーフォニアム〜誓いのフィナーレ〜（製作兼任）

2021年
- 映画 さよなら私のクラマー ファーストタッチ
- 劇場版 ヴァイオレット・エヴァーガーデン

2022年
- 劇場版ツルネ -はじまりの一射-
- THE FIRST SLAM DUNK（音響監修）

2023年
- 特別編 響け!ユーフォニアム〜アンサンブルコンテスト〜（製作兼任）

2024年
- 傷物語 -こよみヴァンプ-
- 劇場版ウマ娘プリティーダービー 新時代の扉

### Webアニメ
2009年
- 涼宮ハルヒちゃんの憂鬱
- にょろーん ちゅるやさん

2011年
- 島んちゅMiRiKa

2013年
- 宮河家の空腹

2016年
- 暦物語

2019年
- 7SEEDS

2024年
- 〈物語〉シリーズ オフ&モンスターシーズン

### その他
- CDドラマ FINAL FIGHT EPISODE:24〜あゝ慕情! 大空へ羽ばたく栄光の翼
- シャイナ・ダルク 〜黒き月の王と蒼碧の月の姫君〜（ミュージックアニメクリップ）
- ちんか CHINKA（媒体未定）
- 佰物語（ドラマCD）
- バジャのスタジオ（イベント用アニメ）

### 海外映画
- 絵文字の国のジーン

### TV出演
- 津田健次郎 presents 裏アニメ（2019年4月8日 - 5月20日、AT-X）[14]